# Harpacticus septentrionalis
Harpacticus septentrionalis is een eenoogkreeftjessoort uit de familie van de Harpacticidae. De wetenschappelijke naam van de soort is voor het eerst geldig gepubliceerd in 1941 door Klie.